# 2 Dywizja Piechoty (III Rzesza)
2 Dywizja Piechoty (zmotoryzowana) (niem. 2. Infanterie-Division (mot.), nieoficjalna nazwa 2. Pommerische Division – 2 pomorska Dywizja Piechoty) – niemiecka zmotoryzowana dywizja piechoty, uczestniczyła w agresji na Polskę.

## Historia
Dywizja została sformowana zgodnie z rozkazem z 15 października 1935 w Szczecinie. W październiku 1937 została zmotoryzowana.
Zmobilizowana w sierpniu 1939 brała udział w agresji na Polskę w składzie XIX Korpusu 4 Armii Grupy Armii „Północ”.
Po zakończeniu walk w Polsce została przerzucona do Zagłębia Saary, gdzie stacjonowała do czerwca 1940. Weszła wtedy w skład XV Korpusu Armijnego Grupy Pancernej „Kleista” i uczestniczyła w agresji na Francję. Początkowo walczyła w Belgii a następnie we Francji, docierając do Loary.
Po zakończeniu walk we Francji została przeniesiona do okupowanej Polski, gdzie stacjonowała w 1940. Przerzucona do Szczecina rozkazem z dnia 5 października 1940 została przeformowana w 12 Dywizję Pancerną.

## Dowództwo dywizji
Dowódcy:
- gen. mjr Hubert Gercke (1934–1937)
- gen. por. Paul Bader (1937–1940)

Szefowie sztabu:
- mjr Heinrich-Georg Hax (w czasie agresji na Polskę[1])

## Struktura organizacyjna
Skład w 1939:
- 5 pułk piechoty (zmot.) (Infanterie-Regiment (mot.) 5)
- 25 pułk piechoty (zmot.) (Infanterie-Regiment (mot.) 25)
- 92 pułk piechoty (zmot.) (Infanterie-Regiment 92 (mot.))
- 2 pułk artylerii (zmot.) (Artillerie-Regiment (mot.) 2)
- 1/38 pułku artylerii ciężkiej (zmot.) (Artillerie-Regiment 38 (schw. Art.Rgt. ohne Rgt.Stab) 1. Abt. (mot.))
- 2 dywizjon rozpoznawczy (zmot.) (Aufklärungs-Abteilung (mot.) 2)
- 22 batalion motocyklowy (Kradschützen-Bataillon 22)
- 2 dywizjon przeciwpancerny (Panzerabwehr-Abteilung 2)
- 32 zmotoryzowany batalion pionierów (Pionier-Bataillon (mot.) 32)
- 2 dywizyjny batalion łączności (Infanterie-Divisions-Nachrichten-Abteilung 2)